# Llanrhaeadr-ym-Mochnant
Llanrhaeadr-ym-Mochnant è un villaggio con status di community del Galles settentrionale, facente parte della contea di Powys e situato al confine con l'Inghilterra. L'intera community conta una popolazione di circa 1.200 abitanti.

## Geografia fisica
Llanrhaeadr-ym-Mochnant si trova tra le località di Llangollen e Welshpool (rispettivamente a sud della prima e a nord della seconda).

## Monumenti e luoghi d'interesse

### Architetture religiose

#### Chiesa di San Dogfan
Principale edificio religioso di Llanrhaeadr-ym-Mochnant è la chiesa dedicata a San Dogfan, le cui origini risalgono alla metà del XIII secolo, ma il cui campanile fu rifatto nel corso del XVIII secolo.

## Società

### Evoluzione demografica
Nel 2017, la popolazione della community di Llanrhaeadr-ym-Mochnant era stimata in 1.224 abitanti, di cui 637 erano uomini e 587 erano donne.
La popolazione al di sotto dei 18 anni era pari a 211 unità. Di questi, 103 erano i bambini al di sotto dei 10 anni.
La località ha conosciuto un incremento demografico rispetto al 2011, quando la popolazione censita era pari 1.195 abitanti (dato in calo rispetto al 2001, quando la popolazione censita era pari a 1.223 abitanti).

## Cultura
- Llanrhaeadr-ym-Mochnant fu una delle location del film del 1995, diretto da Christopher Monger e con protagonista Hugh Grant, L'inglese che salì la collina e scese da una montagna (The Englishman Who Went Up a Hill But Came Down a Mountain)[5][6]

## Sport
- La squadra di calcio locale è il Llanrhaeadr Football Club[7]